# Sebatik
Sebatik (Pulau Sebatik) je ostrov poblíž východního pobřeží Bornea, rozdělený státní hranicí na severní malajsijskou a jižní indonéskou část. Je jedním z 92 oficiálních indonéských ostrovů ležících mimo hlavní části země.
Sebatik má rozlohu asi 452 km². Minimální vzdálenost od pobřeží Bornea je 1 km.
Ostrov leží mezi zálivy Tawau na severu a Sebuku na jihu. Jižní část ostrova patří do indonéské provincie Severní Kalimantan (dříve Východní Kalimantan), severní do malajsisjského státu Sabah.
Malajsijská část, jež je součástí obce Tawau, má přibližně 25 000 obyvatel a indonéská část kolem 80 000.
Během indonésko-malajsijské konfrontace roku 1963 se o ostrov vedly tvrdé boje.